# نائو فوجیتا
نائو فوجیتا (انگلیسی: Nao Fujita; May 14 – ) صداپیشگی اهل ژاپن بود.